# Mielkeana angysocia
Mielkeana angysocia är en fjärilsart som beskrevs av Józef Razowski och Becker 1986. Mielkeana angysocia ingår i släktet Mielkeana och familjen vecklare. Inga underarter finns listade i Catalogue of Life.